# سفارة إستونيا في مصر
سفارة إستونيا لدى مصر هي الممثلية الدبلوماسية العليا لدولة إستونيا لدى جمهورية مصر العربية.

## السفارة
13 شارع الملك الفضل، أبو الفدا، الزمالك، محافظة القاهرة·

## اقرأ أيضا
- قائمة البعثات الدبلوماسية في مصر